# Gelis napocai
Gelis napocai är en stekelart som beskrevs av Ciochia 1974. Gelis napocai ingår i släktet Gelis och familjen brokparasitsteklar. Inga underarter finns listade i Catalogue of Life.